# XNXX
ایکس ان ایکس ایکس (انگلیسی: XNXX) یک سایت اشتراک‌گذاری و تماشای فیلم‌های پورن است. در ژوئن ۲۰۱۸ این وبسایت به عنوان ششمین سایت پربازدید ماه ژوئن ۲۰۱۸ توسط سایت معتبر سمیلاروب معرفی شد. همچنین در همین تاریخ آلکسا این سایت را هفتمین سایت پر بازدید جهان معرفی کرد. مقر اصلی این سایت در پاریس مستقر است و سرورهای دیگر آن در مونترال، توکیو و نیوجرسی واقع شده‌اند.
شرکت لهستانی–فرانسوی مالک سایت اشتراک‌گذاری پورنوگرافی ایکس‌ویدئوز، مالک این سایت نیز می‌باشد.
در سال ۲۰۱۴، XNXX از دید سیمیلاروب به عنوان چهارمین سایت محبوب میزبانی پورن پس از سایت ایکس همستر معرفی شد.
یک رده‌بندی دیگر نیز این سایت را جزو سه سایت پورن محبوب جهان معرفی کرد. در مارس ۲۰۱۸ به عنوان پنجمین سایت پورن محبوب در هند و در می ۲۰۱۸ به عنوان پنجمین سایت پورن محبوب ایالات متحده در منابع خبری و اطلاعاتی معرفی شد.